# Hans Engelbrecht (Generalmajor)
Hans Hugo Karl Engelbrecht (* 22. April 1854 in Reckow, Kreis Regenwalde; † 8. Februar 1933 in Hannover) war ein preußischer Offizier, zuletzt Generalmajor.

## Leben
Engelbrecht, Sohn des Rittergutsbesitzers Hans Engelbrecht und Franziska Piper, trat 1870 in das  Infanterie-Regiment Nr. 42 ein und bekleidete seit dem 18. November 1870 den Rang eines Sekondeleutnants. Er wechselte 1877 in das Grenadier-Regiment Nr. 6 und avancierte am 13. April 1880 zum Premierleutnant. 1881 erfolgte der erneute Wechsel zum  Infanterie-Regiment Nr. 128, wo er am 22. März 1887 zum Hauptmann aufstieg und Kompaniechef wurde. Am 14. Dezember 1895 folgten seine Beförderung zum Major und die Ernennung zum Bataillonskommandeur. In dieser Stellung blieb er bis 1902, wurde am 22. April 1902 zum Oberstleutnant befördert und wurde beim Stab des Infanterie-Regiments Nr. 45 eingesetzt. Engelbrecht wurde am 22. April 1905 Oberst und übernahm bis 1907 als Kommandeur das Infanterie-Regiment Nr. 84. Anschließend war er Kommandeur des Landwehrbezirks Hannover. Am 18. August 1912 erhielt er unter Verleihung des Charakters als Generalmajor seinen Abschied.